# Lewis Morris
Lewis Morris (23 gennaio 1833 – 12 novembre 1907) è stato un poeta e politico gallese. Per sei volte è stato candidato al Premio Nobel per la letteratura (1902, 1903, 1904, 1905, 1906 e 1907).

## Biografia
Morris nacque a Carmarthen, nel Galles sud-occidentale, da Lewis Edward William Morris e Sophia Hughes. Lì, dal 1841 al 1847, frequentò la Queen Elizabeth's Grammar School. Poi seguì il carismatico preside Hugo Harper prima alla Cowbridge Grammar School poi, nel 1850, alla Sherborne School. Morris e Harper rimasero amici per tutta la vita.
Morris studiò lettere classiche al Jesus College di Oxford, laureandosi nel 1856: il primo studente in trent'anni a ottenere il massimo dei voti sia negli esami preliminari che in quelli finali.

## Carriera
Divenuto avvocato, si candidò per il Partito Liberale nel 1886 nel collegio elettorale di Pembroke Boroughs, perdendo contro il suo avversario del Partito Conservatore. Si ricandidò nel 1892 nel collegio elettorale di Carmarthen Boroughs, ma si ritirò prima delle elezioni.
Fu nominato cavaliere dalla regina Vittoria nel 1895 e per un soffio mancò la nomina a poeta laureato, forse a causa della sua vicinanza a Oscar Wilde. Una delle sue poesie più famose è Love's Suicide.
È sepolto nella chiesa parrocchiale di Saint Cynnwr a Llangunnor.